# Ghosts 'n Goblins
Ghosts 'n Goblins («fantasmes i goblins») és un videojoc de plataformes del 1985 on un cavaller ha d'avançar per diversos nivells en sis regnes diferents, saltant obstacles i derrotant els enemics, fins a rescatar una princesa.
La dificultat del joc és molt alta comparada amb altres títols similars, perquè el personatge perd una vida només amb dos impactes dels enemics (amb el primer perd l'armadura) o no arriba a la meitat del nivell en un temps determinat. Cada cop que perd una vida, ha de reiniciar el nivell o bé començar des de la meitat, on el joc grava el progrés del cavaller.
El videojoc tingué tant d'èxit que va saltar de les màquines recreatives a la Nintendo Entertainment System, la Game Boy, la Playstation i la Sega Saturn. Igualment va propiciar sis seqüeles en anys posteriors.